# Stazione di Casale di Velletri
La stazione di Casale di Velletri era una fermata ferroviaria posta sulla linea Velletri-Segni. Serviva la contrada Casale, una località rurale del comune di Velletri.

## Storia
La fermata di Casale di Velletri venne attivata nel 1948. Venne soppressa nel 1966 a causa della chiusura di tutta la linea.